# Castello di Bentheim
Il castello di Bentheim (in tedesco Burg Bentheim) è un castello medievale ubicato in collina a Bad Bentheim, in Bassa Sassonia, Germania.
La prima menzione del castello risale all'XI secolo, con il nome di Binithem.

## Descrizione

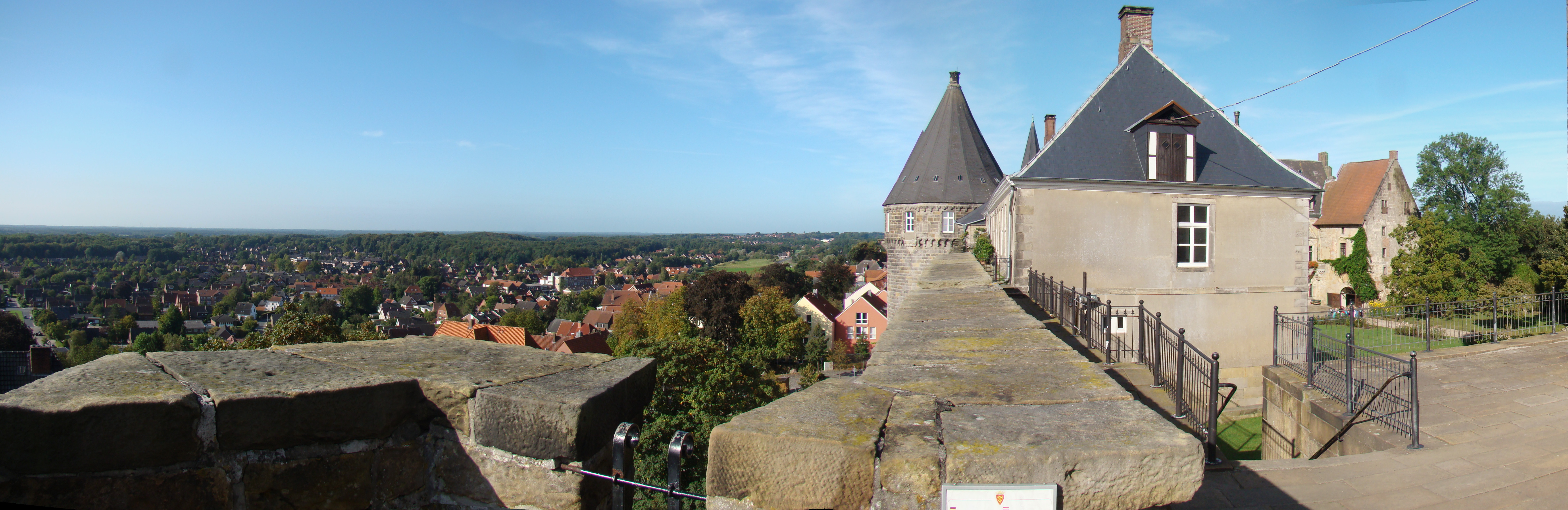
Panorama dalle mura del castello di Bentheim

Il castello è edificato su un affioramento di arenaria di Bentheim, che non solo fu il materiale costruttivo del castello ma era anche un prodotto di esportazione di notevole valore.
Questa Bentheimer Höhenrücken è l'ultima protrusione della vicina foresta di Teutoburgo. La sua posizione elevata all'interno di un paesaggio molto piatto garantisce una vista eccellente e pertanto costituiva un'ubicazione strategica per l'edificazione di un castello.

## Storia

### Fino al 1500

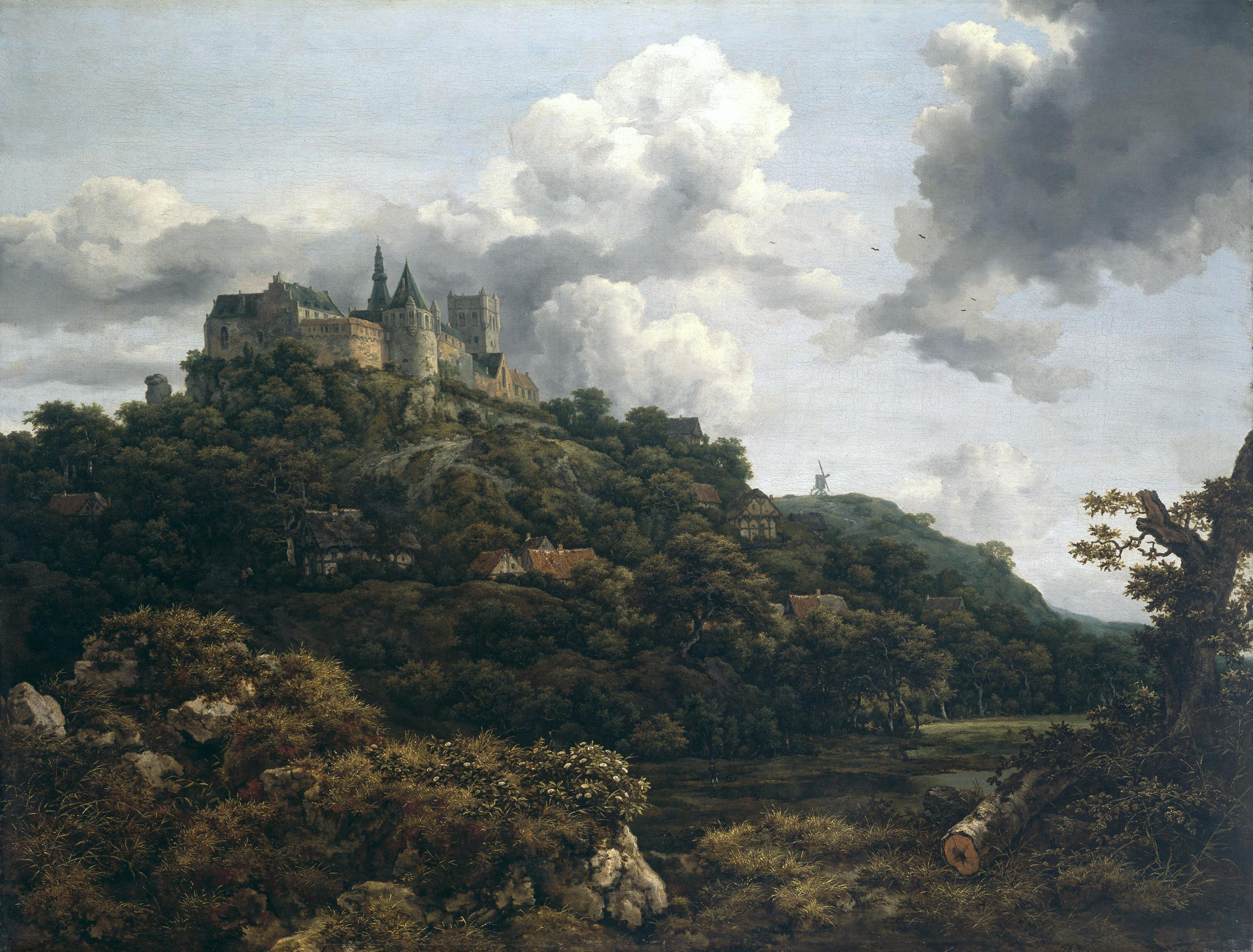
Il castello di Bentheim raffigurato da Jacob van Ruisdael (1653)

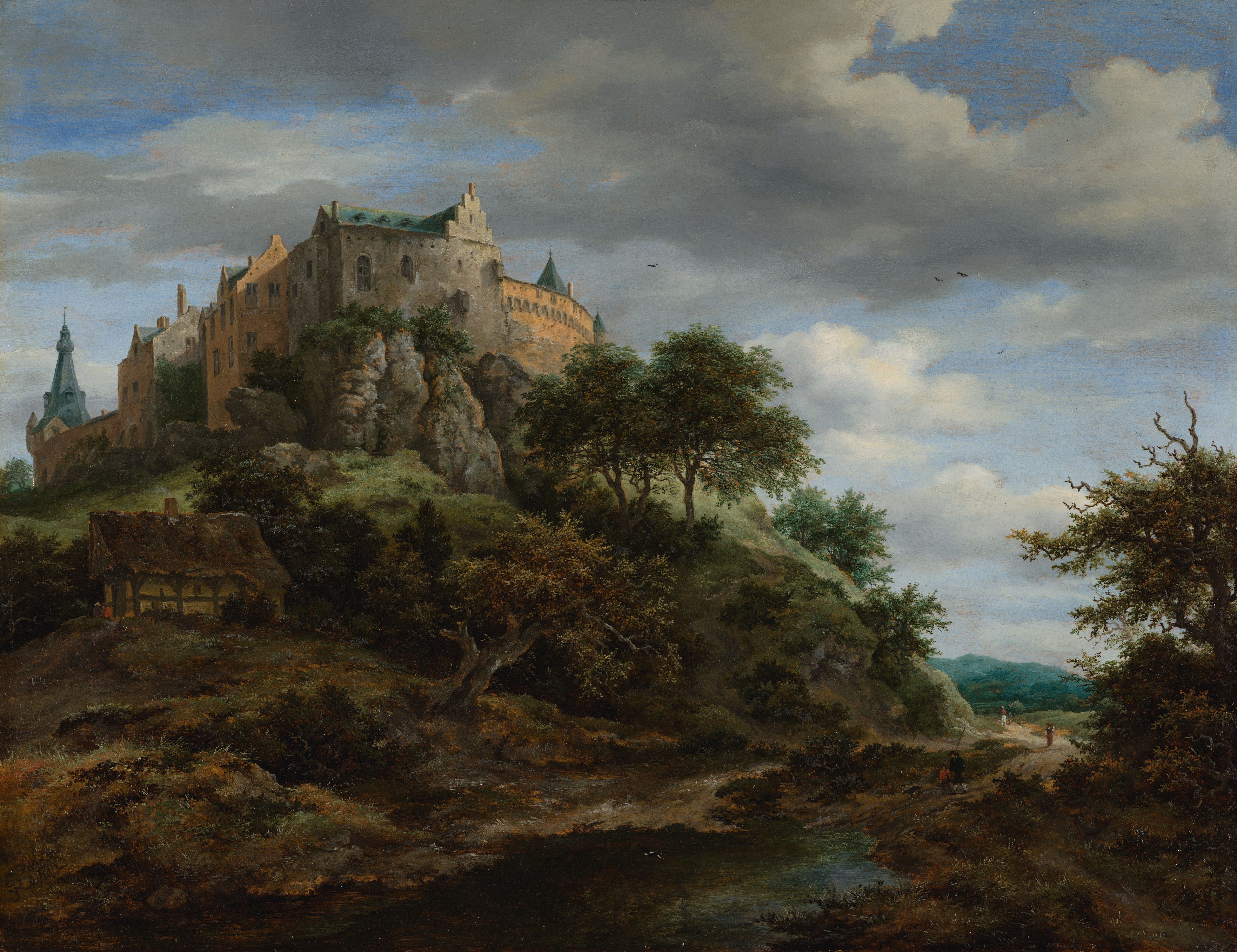
Il castello di Bentheim dipinto da Jacob van Ruisdael (seconda versione)

Si ignora pressoché tutto della storia iniziale del castello, che fu comunque edificato sopra i resti di una precedente fortezza dove si rifugiavano le popolazioni del luogo in caso di pericolo.
Nei registri dell'abbazia di Werden (1050), il castello è citato come Binedheim e dava all'abbazia grano, miele e 2 solidi.
Un documento del 1020 cita Ottone di Northeim come proprietario del castello.
Nel 1116 il castello è completamente distrutto nel corso della guerra tra Herzog Lothar von Süpplinburg, meglio noto come Lotario III, e Enrico V. L'Annalista Saxo descrive come Lotario "pose sotto assedio Binithem, una bella e forte città, e la bruciò dopo averla conquistata". L'epiteto "forte" (firmam) suggerisce che il castello giocava un ruolo essenziale nelle difese della città, anche se si ipotizza che fosse solo una struttura lignea e non ancora una fortezza in pietra.
Il castello fu presto riedificato, stavolta in pietra, da Ottone di Salm, cognato del vittorioso Lotario III, la cui moglie Gertrude di Northeim lo utilizzò come sua residenza. Nel 1050 Gertrude è citata come comitissa de Benetheim, che è la prima attestazione di un membro dei conti di Bentheim.
Nel 1146 scoppiò una guerra tra Ottone di Rheineck, come aveva iniziato a farsi chiamare Ottone di Salm, e il vescovo di Utrecht per la giurisdizione su Twente. Ottone e i suoi cavalieri furono sconfitti vicino a Ootmarsum e il castello divenne feudo della Diocesi di Utrecht. Il vescovo tenne il palazzo e la cappella per uso personale fino al 1190.
Il figlio e unico erede di Ottone, Ottone II di Salm-Rheineck, tentò di impadronirsi nuovamente del castello, ma cadde nelle mani di Hermann di Stahleck nel 1148. Fu tenuto prigioniero nel castello di Schönburg vicino a Oberwesel e fu strangolato l'anno seguente. La Contea indipendente rimase una spina nel fianco per i vescovi di Münster e Utrecht, tanto che entrambi lanciarono attacchi al castello nel 1374.
La figlia di Ottone, Sofia di Rheineck, ereditò il castello. Sposò Teodorico VI d'Olanda e così il castello (nel 1154) e la Contea (nel 1165) divennero di proprietà dei conti d'Olanda. Il loro figlio, Ottone il Giovane è citato in un atto di Enrico il Leone come comes de Binitheim (conte di Bentheim). Egli è il primo dei conti di Bentheim-Holland, il cui dominio durò fino al 1421, quando il castello divenne proprietà di Eberwin IV di Götterswick, un cugino dell'ultimo conte di Bentheim-Holland.

### Dopo il 1500
Dal 1421 comparve per la prima volta il titolo Grafen von Bentheim (conti di Bentheim). Nel 1486 il conte Eberwin II ottenne un feudo da Federico III e la Contea di Bentheim divenne un'entità politica indipendente. Nel 1489 ciò si riflesse nel castello, quando iniziò la costruzione della Pulverturm (torre delle polveri).
Tra il 1588 e il 1593, Arnoldo II scelse di sostenere la Riforma protestante, seguendo i riformatori Calvino e Zwingli. Durante la Guerra dei trent'anni, la Contea pagò un alto prezzo per questa scelta e fu ripetutamente saccheggiata dalle truppe spagnole. In questa fase, gran parte del castello fu distrutta. Ciò avvenne anche durante la Guerra dei sette anni, nel corso della quale il castello fu più volte assediato da truppe francesi e britanniche e fu conquistato più volte.
Nel 1795 fu utilizzato come ospedale da campo durante la guerra contro l'esercito rivoluzionario francese e fu incendiato e conquistato dal generale Dominique Vandamme.

## Proprietà e visitabilità
Il castello è tuttora di proprietà del principe di Bentheim-Steinfurt, che risiede presso il castello di Steinfurt. In questo castello risiedono alcuni suoi parenti ed è aperto al pubblico come museo di famiglia.